# Neumuehle (Meisenthal)
Ne pas confondre avec le moulin dit moulin de Meisenthal, situé sur le même ruisseau.
Le Neumuehle ou Neimiel (littéralement Moulin Neuf) est un ancien moulin à farine et un écart de la commune française de Meisenthal, dans le département de la Moselle.

## Localisation
Le moulin était situé en fond de vallée au nord du ban communal, sur le ruisseau de Meisenthal. À son emplacement se trouve aujourd'hui le karting de Meisenthal.

## Toponymie
- En francique rhénan : Neimiel[3]. En allemand : Neumuehle ou Neumühle.

## Histoire

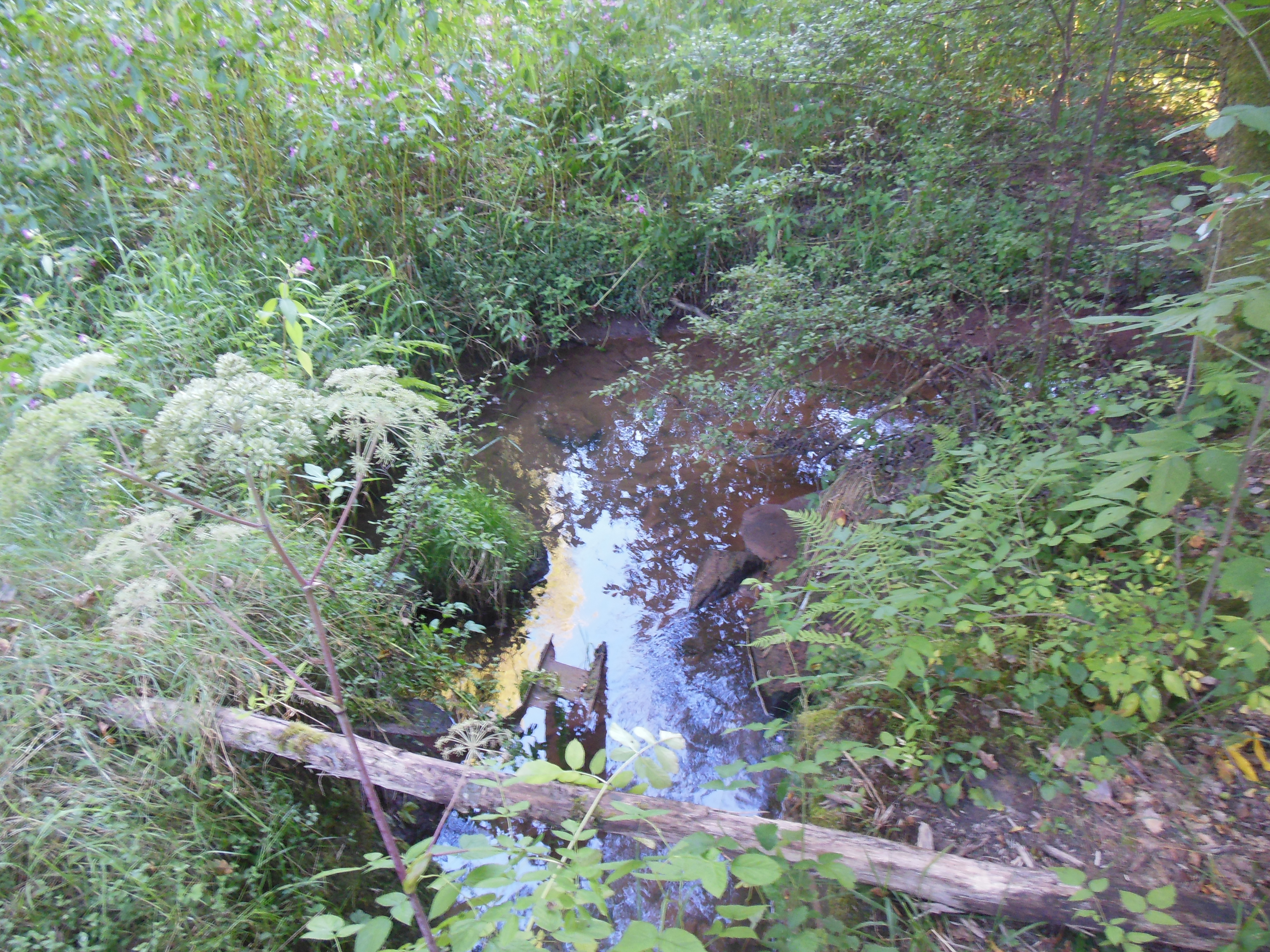
Le ruisseau de Meisenthal.

Le 17 avril 1739, un arrêt de la chambre des comptes de Lorraine autorise Martin Walter, maître verrier demeurant à Meisenthal, comté de Bitche, à construire « un moulin à moudre du grain sur un terrain à luy appartenant scitué sur le ruisseau de Meysenbach et de pratiquer un réservoir ou petit étang pour ramasser toutes les eaux dudit ruisseau et d'un autre qui s'y joint », à charge d'en payer un cens annuel d'un malter de seigle et 6 livres en argent entre les mains du fermier général.
Le moulin à eau est ainsi construit sur le ruisseau de Meisenthal, sous-affluent de l'Eichel, en 1740 (date portée par la clef de la porte piétonne) aux frais de Hans Martin Walter et de son épouse Anna Stenger, tous deux de Meisenthal. Le moulin est inscrit à l’inventaire topographique de la région Lorraine.
Aujourd'hui, une piste de karting est installée à l'emplacement de l'ancien moulin.